# Maikro Romero
Maikro Eusebio Romero Esquirol (Guantánamo, Cuba, 9 de diciembre de 1972) es un deportista olímpico cubano que compitió en boxeo, en la categoría de peso mosca y peso supermosca y que consiguió la medalla de oro en los Juegos Olímpicos de Atlanta 1996 y bronce en Sídney 2000.

## Palmarés internacional
| Juegos Olímpicos | Juegos Olímpicos         | Juegos Olímpicos  | Juegos Olímpicos |
| Año              | Lugar                    | Medalla           | Prueba           |
| ---------------- | ------------------------ | ----------------- | ---------------- |
| 1996             | Atlanta (Estados Unidos) | Medalla de oro    | Peso mosca       |
| 2000             | Sídney (Australia)       | Medalla de bronce | Peso supermosca  |